# All-Ireland Senior Football Championship 1918
L'All-Ireland Senior Football Championship 1918 fu l'edizione numero 32 del principale torneo di calcio gaelico irlandese. Wexford batté in finale Tipperary ottenendo il quarto trionfo della sua storia, l'ultimo della franchigia e di una serie record di quattro trionfi di fila, risultato mai superato, al massimo eguagliato da Kerry.

## All-Ireland Series

### Semifinali
Il Leinster Senior Football Championship non era stato finito in tempo e quindi fu nominata, per le semifinali, Louth. Quando Wexford batté Louth nella finale le fu concesso di accedere all'All-Ireland final al posto di quest'ultima
| Belturbet 20 ottobre 1918 | Louth | 2-04 – 0-04 | Cavan |  |

| Dublino 1º dicembre 1918 | Tipperary | 2-02 – 1-04 | Mayo | Croke Park |

### Finale
| Dublino 16 febbraio 1919 | Wexford | 0-05 – 0-04 | Tipperary | Croke Park (12000 spett.) |